# توبیاس هایسن
توبیاس هایسن (سوئدی: Glenn Tobias Hysén زادهٔ ۹ مارس ۱۹۸۲) بازیکن فوتبال اهل سوئد است.

## تیم ملی
وی برای تیم ملی فوتبال سوئد ۲۴ بازی انجام داده و ۷ گل به ثمر رسانده‌است. پست تخصصی این بازیکن نیز، مهاجم است.